# 管理薬剤師
管理薬剤師（かんりやくざいし）とは薬剤師の内、薬事法に基づき、薬局や店舗、製造業では拠点毎に設置が義務付けられている責任者である。
管理薬剤師は、店舗等を管理監督し、兼任は禁じられている。
（以下、「厚生労働省：管理薬剤師等の責務の内容等について」より引用。https://www.mhlw.go.jp/shingi/2004/07/s0721-6d.html　2012年2月7日閲覧）

| 【1】 | 薬局における管理薬剤師等の責務の内容             |
| 【2】 | 一般販売業の店舗における管理薬剤師等の責務の内容 |

| （参 | 照条文等）                                                                                              |
| ○    | 薬事法(昭和三十五年法律第百四十五号)（抄）                                                              |
| ○    | 薬事法施行規則(昭和三十六年厚生省令第一号)（抄）                                                        |
| ○    | 薬局、医薬品製造業、医薬品輸入販売業及び医薬品販売業の業務について (昭和三三年五月七日)(薬発第二六四号) |
| ○    | 薬事法の施行について(昭和三六年二月八日)(薬発第四四号)                                                  |
| ○    | 薬事法の一部を改正する法律の施行について(昭和五〇年六月二八日)(薬発第五六一号)                          |
| ○    | 薬局等における薬剤師による管理及び情報提供等の徹底について (平成一〇年一二月二日)(医薬発第一〇四三号)   |
| ○    | 薬局業務運営ガイドラインについて(平成五年四月三〇日)(薬発第四〇八号)                                    |

| 【1】 | 薬局における管理薬剤師等の責務の内容 |
| ・ | 薬事法は「法」と、薬事法施行規則は「規則」と略す。 |

| ・ | 通知(1)： | 『薬局、医薬品製造業、医薬品輸入販売業及び医薬品販売業の業務について』（昭和33年5月7日薬発第264号） |
| ・ | 通知(2)： | 『薬事法の施行について』（昭和36年2月8日薬発第44号）                                                |
| ・ | 通知(3)： | 『薬事法の一部を改正する法律の施行について』（昭和50年6月28日薬発第561号）                          |
| ・ | 通知(4)： | 『薬局等における薬剤師による管理及び情報提供等の徹底について』（平成10年12月2日医薬発第1043号）     |
| ・ | 通知(5)： | 『薬局業務運営ガイドラインについて』（平成5年4月30日薬発第408号）                                   |

| （注） | 「関係する規定」欄には法第8条及び第9条第1項以外の関係規定を記載。 |

| 1． | 「管理」業務 |
| (1) | 管理薬剤師以外の薬剤師、薬剤師以外の従業員が、適切に業務を行っているかどうか（例；接客、法令遵守、情報提供の適否）の監督 |

| (2) | 薬学の専門的な知識が必要な事例等、従業員等ができない場合への対応 |

| (1) | 店舗内の医薬品、その他の物品等（医薬部外品、化粧品等）を適正に管理 |

| (2) | 医薬品と他の物品等（医薬部外品、化粧品等）を区別して貯蔵、陳列 |

| (3) | 医薬品等が不良品とならないように、遮光、冷所等、適正な保管 |

| (4) | 設備の不備等、問題があった場合、開設者に改善するよう意見具申 |

| (5) | 不良品、不正表示品（例；有効期限切れ、表示不備品等）を発見し、処分 |

| 2． | 適正な使用のための「情報提供」業務（管理薬剤師自ら行うか又は他の薬剤師に行わせる） |
| (1) | 購入者の顔色等を見ながら、購入者の求めている医薬品が、不適当ではないかどうか判断 |

| (2) | 医薬品を適正に使用するための服薬指導、情報提供を実施 |

| (3) | 医薬品の購入者ごとに提供すべき情報の範囲を判断 |

| (4) | 医薬品の購入者から、医薬品副作用の苦情や相談を受付 |

| (5) | 一般用医薬品で対応できないと判断した場合、医療機関への受診を勧める |

| (6) | コミュニケーションを通じ、副作用相談など、購入者のアフターケアを実施 |

| 3． | その他（副作用情報の収集、報告等） |
| (1) | 必要な情報が常に入手、活用、提供できる体制を整備 |

| (2) | 緊急安全性情報等、医薬品の有効性・安全性情報を収集 |

| (3) | 厚生労働省への副作用情報の報告 |